# 下落合 (さいたま市)
下落合（しもおちあい）は、埼玉県さいたま市中央区の町名。現行行政地名は下落合二丁目から下落合七丁目及び大字下落合。郵便番号は338-0002。

## 地理
さいたま市中央区（旧与野市）の中央部に位置する。旧与野市の行政機関が集まっていたため、合併後も中央区役所など行政機関が集まる。与野駅西口の区画整理未完了地区の一丁目はまだ成立していない。

### 河川
- 高沼用水路

## 歴史
もとは江戸期より存在した武蔵国足立郡与野領に属する下落合村であった。『新編武蔵風土記稿』では戸数45。
- はじめは幕府領、正保年間（1645年〜1648年）頃より知行は旗本朝比奈氏および中川氏および児島氏の相給となるが、のちに児島氏知行分は幕府領となる[4]。
- 1731年（享保16年）に新田開発に伴い、持添新田の高沼新田、1732年（享保17年）に向原新田を領するようになる。他にも平野原新田があった。これらは幕府領である[4]。
- 元禄年間（1688年〜1704年）頃より落合村、向原村を分村する[4]。
- 幕末時点では足立郡下落合村であった。明治初年の『旧高旧領取調帳』の記載によると、代官大竹左馬太郎支配所が管轄する幕府領と旗本朝比奈鐘三郎の知行であった[6]。
- 1868年（慶応4年）6月19日 - 旧幕府領が武蔵知県事・山田政則（忍藩士）の管轄となる。
- 1869年（明治2年） 
  - 1月13日 - 武蔵知県事・宮原忠英の管轄区域に大宮県を設置、同県の管轄となる。県庁は東京府馬喰町に置かれる。
  - 9月29日 - 県庁が浦和に置かれ浦和県に改称。
  - 12月2日 - この日までに旗本領が上知され、浦和県の管轄となる（府藩県三治制も参照）。
- 1871年（明治4年）11月13日 - 第1次府県統合により埼玉県の管轄となる。
- 時期不明（明治初年頃） - 落合村を編入する[4][7]。また向原村が編入され、下落合の小字となっていることが明治9年より見出せる[8]。
- 1879年（明治12年）3月17日 - 郡区町村編制法により成立した北足立郡に属す。郡役所は浦和宿に設置。
- 1889年（明治22年）4月1日 - 町村制施行に伴い、北足立郡与野町・小村田村・下落合村・上落合村・中里村・大戸村・鈴谷村・上峰村・八王子村・円阿弥村が合併して与野町となる。当地区は与野町の大字下落合となる[4]。
- 1933年（昭和8年） - 与野駅前郵便局が開局する[4]。
- 1958年（昭和33年） - 与野公営住宅が建設される[4]。
- 1958年（昭和33年）7月15日 - 与野町が市制施行し、与野市大字下落合となる[9]。
- 1963年（昭和38年） - 大字下落合の一部を大字大戸へ編入[4]。
- 1968年（昭和43年） - 与野高層県営住宅が建設される[4]。また、与野郵便局が開局する。
- 1987年（昭和62年）10月1日 - 大字与野と大字上落合と大字下落合の各一部から下落合二丁目〜七丁目が成立[10]。
- 2001年（平成13年）5月1日 - 与野市が浦和市、大宮市と合併しさいたま市となり、さいたま市の町名となる。
- 2003年（平成15年）4月1日 - さいたま市が政令指定都市に移行しさいたま市中央区の町名となる。

## 世帯数と人口
2017年（平成29年）9月1日現在の世帯数と人口は以下の通りである。埼玉県内では小鹿野町（約1万人）よりも人口が多い。
| 大字・丁目   | 世帯数    | 人口     |
| ------------ | --------- | -------- |
| 大字下落合   | 1,570世帯 | 3,467人  |
| 下落合二丁目 | 857世帯   | 1,689人  |
| 下落合三丁目 | 983世帯   | 1,851人  |
| 下落合四丁目 | 806世帯   | 1,486人  |
| 下落合五丁目 | 607世帯   | 1,147人  |
| 下落合六丁目 | 981世帯   | 1,834人  |
| 下落合七丁目 | 698世帯   | 1,399人  |
| 計           | 6,502世帯 | 12,873人 |

## 小・中学校の学区
市立小・中学校に通う場合、学区（校区）は以下の通りとなる。
| 大字・丁目   | 番地            | 小学校                     | 中学校                   |
| ------------ | --------------- | -------------------------- | ------------------------ |
| 下落合       | 全域            | さいたま市立下落合小学校   | さいたま市立与野東中学校 |
| 下落合二丁目 | 全域            | さいたま市立下落合小学校   | さいたま市立与野東中学校 |
| 下落合三丁目 | 全域            | さいたま市立下落合小学校   | さいたま市立与野東中学校 |
| 下落合四丁目 | 9〜13番         | さいたま市立与野八幡小学校 | さいたま市立与野西中学校 |
| 下落合四丁目 | 5〜8番 14〜15番 | さいたま市立与野八幡小学校 | さいたま市立与野東中学校 |
| 下落合四丁目 | その他          | さいたま市立下落合小学校   | さいたま市立与野東中学校 |
| 下落合五丁目 | 7〜10番         | さいたま市立与野本町小学校 | さいたま市立与野西中学校 |
| 下落合五丁目 | その他          | さいたま市立下落合小学校   | さいたま市立与野東中学校 |
| 下落合六丁目 | 8〜10番         | さいたま市立与野本町小学校 | さいたま市立与野西中学校 |
| 下落合六丁目 | その他          | さいたま市立下落合小学校   | さいたま市立与野東中学校 |
| 下落合七丁目 | 5〜7番          | さいたま市立与野本町小学校 | さいたま市立与野西中学校 |
| 下落合七丁目 | その他          | さいたま市立下落合小学校   | さいたま市立与野東中学校 |

## 交通
- JR京浜東北線与野駅がある。

### 道路
- 国道17号
- 埼玉県道119号与野停車場線
- 埼玉県道159号さいたま北袋線
- 与野中央通り

## 施設

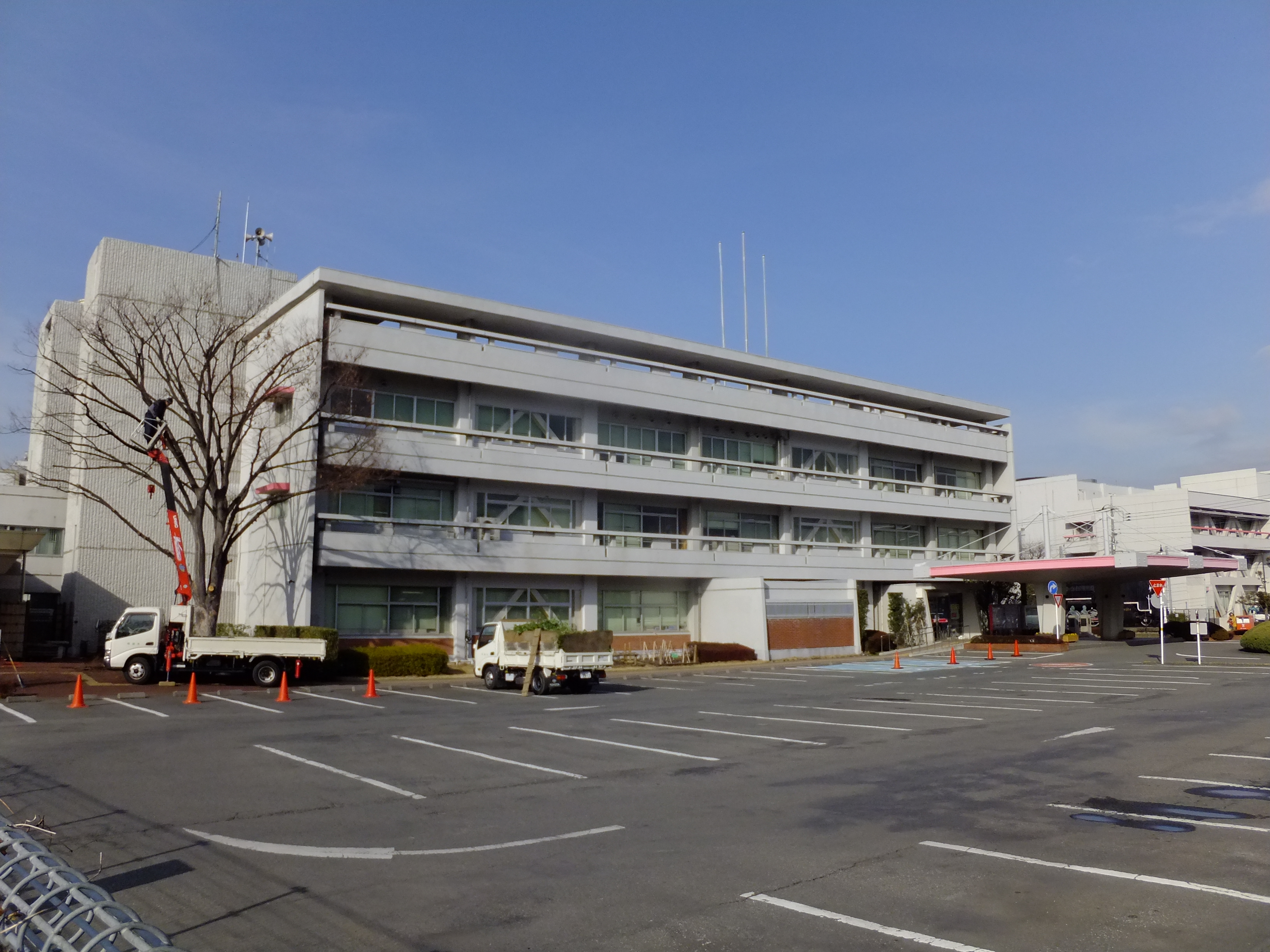
中央区役所

- 中央区役所
- 中央消防署
- 与野郵便局
- 与野駅前郵便局
- 与野体育館
- さいたま市立与野図書館
- さいたま市立与野東中学校
- 埼玉りそな銀行与野支店
- 与野フードセンター本部
- さいたま法務総合庁舎
- 与野愛仕幼稚園
- 下落合プール
- 県営与野高層団地
- 東光寺
- 下落合笠間稲荷神社
- 下落合氷川神社
- 下落合児童遊園地
- 稲荷町児童遊園地
- 西谷公園